# 阿爾塔西埃拉 (加利福尼亞州)
阿爾塔西埃拉（英語：Alta Sierra）是位於美國加利福尼亞州內華達縣的一個人口普查指定地區。

## 地理
阿爾塔西埃拉的座標為39°07′44″N 121°03′09″W / 39.12889°N 121.05250°W，而該地最高點為海拔高度704米（即2310英尺）。

## 人口
根據2010年美國人口普查的數據，阿爾塔西埃拉的面積為21.60平方千米，當中陸地面積為21.55平方千米，而水域面積為0.05平方千米。當地共有人口6911人，而人口密度為每平方千米319人。